# Micro Channel Architecture
Micro Channel Architecture (zkratka MCA) je v informatice označení pro proprietární 16bitovou nebo 32bitovou sběrnici vytvořenou v 80. letech společností IBM. Architektura MCA byla poprvé představena spolu s řadou počítačů IBM PS/2 a později byla použita v RISCových systémech IBM RS/6000 a dalších. MCA se měla stát nástupcem již nedostačující ISA sběrnice, nikdy se však mimo proprietární systémy společnosti IBM příliš nerozšířila. Jako alternativa k MCA vznikla 32bitová sběrnice EISA a později také lokální 32bitová sběrnice VL-bus. S nástupem počítačů založených na procesorech třídy Intel Pentium byly uvedené sběrnice včetně MCA postupně nahrazeny sběrnicí PCI.

## Pozadí technologie
Vývoj architektury MCA byl motivován jak technickým tak obchodním tlakem.

### Technické hledisko
Osobní počítače od doby svého vzniku doznaly značného pokroku v oblasti procesorů, operačních i externích pamětí a dalších periferií, avšak sběrnice, která jednotlivé komponenty propojuje, za tímto vývojem značně zaostávala. K dispozici byla prakticky pouze 16bitová sběrnice ISA, která však technologicky vychází z ještě starší sběrnice AT-bus, od které zdědila řadu vlastností a omezení. S nástupem 32bitových procesorů 80386 a výkonnějších periferií již ISA přestávala stačit požadavkům kladeným na rozšiřující sběrnici. Mezi nejvíce limitující vlastnosti patří například:
- Nízká propustnost (šířka pásma) sběrnice (maximálně 8 MB/s)[p 3]
- Omezený počet hardwarových přerušení (IRQ)
- Omezený počet adres pro mapování I/O registrů zařízení
- Chybějící schopnost konfigurovat připojená zařízení a řešit jejich vzájemné konflikty (obojí bylo nutno provádět ručně)
- Závislost sběrnice na architektuře 80x86[p 4]

## Návrh

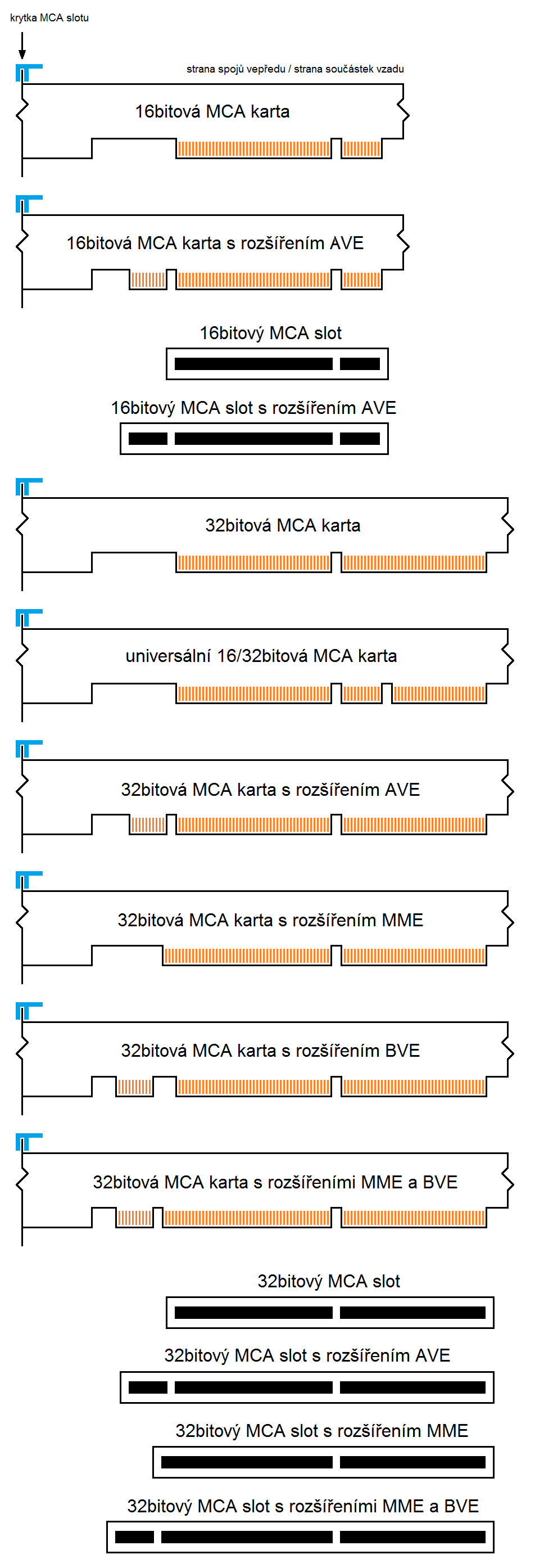
Pozice klíčů na 16 a 32bitových MCA kartách a slotech

Za návrhem architektury Micro Channel stál Chet Heath, senior inženýr společnosti IBM.

### Obecný přehled
MCA byla primárně navržena jako 32bitová sběrnice, ale součástí návrhu je i 16bitová varianta, jejímž hlavním cílem bylo snížení nákladů na konektory a logiku pro méně náročné komponenty a systémy založené na platformě Intel 80x86, jako například některé modely řady IBM PS/2.
Kromě základních 32 a 16bitových slotů existovaly další volitelná rozšíření pro obě varianty sběrnice. Zpočátku bylo hojně využíváno rozšíření pro paměťové karty (Matched Memory Extension, MME), které umožnilo synchronizaci mezi hlavní operační pamětí na základní desce a pamětí na rozšiřujícím adaptéru, čímž došlo ke zvýšení efektivity takovýchto paměťových adaptérů.
Architektura MCA tak disponovala řadou navzájem fyzicky nekompatibilních MCA karet a slotů.
Na druhou stranu došlo ke zvýšení kvality signálů na sběrnici a minimalizaci rušení i při větším počtu karet. Bylo toho dosaženo zařazením zemnících a napájecích pinů mezi kontakty pro přenos dat a řídících signálů.
Další konektor rozšíření byl pro grafické karty (AVE a později BVE). Toto rozšíření bylo použito pro analogový výstup z grafické karty, který vedl přes základní desku do systému. Výhodou bylo, že Micro desky Channel mohly mít základní VGA nebo MCGA grafický systém, který mohl sdílet stejný port. Přídavné karty mohly být bez grafických režimů VGA s využitím on-board grafickým systémem a v případě potřeby dovolily jednomu konektoru pro grafiku připojení, který mohl být rozšířen.
Každá MCA karta disponovala jedinečným 16bitový identifikátorem, který tvořil základ raného plug and play systému. Konfigurační software nebo operační systém tak mohl toto ID přečíst, porovnat se seznamem známých karet a v případě nutnosti provést automatickou konfiguraci systému. Osobní počítače řady PS/2 byly dodávány se speciální referenční disketou která obsahovala konfigurační software a ADF soubory nezbytné pro nastavení jednotlivých adaptérů. Textové soubory ADF obsahovaly informace o paměti, přerušení a dalších prostředcích využívaných jednotlivými adaptéry. Při instalaci nové karty bylo třeba dodat i odpovídající ADF soubor, jinak byl adaptér zakázán. Konfigurace jednotlivých adaptérů je uložena do paměti CMOS, odkud je přečtena při spuštění systému v rámci POST. Získané ID jsou porovnány s aktuálně instalovanými adaptéry a v případě neshody je uživatel vyzván ke vložení referenční diskety.